# Анастасия (мюзикл)
«Анастаси́я» (англ. Anastasia) — американский мюзикл на либретто Терренса Макнелли, музыку Стефена Флаэрти и слова Линн Аренс. Основы сюжета и музыки взяты из одноимённого анимационного фильма 1997 года, который в свою очередь основан на одноимённом фильме 1956 года. Премьера на Бродвее состоялась 24 апреля 2017 года.

## История
В конце 2011 года продюсер и глава российского подразделения театральной компании «Stage Entertainment» Дмитрий Богачёв сообщал, что он занимается постановкой мюзикла «Анастасия», мировая премьера которого состоится в Москве в 2013 году — к 400-летию дома Романовых. Он написал черновой сценарий по мотивам анимационного фильма «Анастасия», который является ремейком одноимённого фильма.
Кинокомпания «20th Century Fox», которая занималась производством и выпуском обоих фильмов, одобрила идею Богачёва. Летом 2012 года на Бродвее успешно прошла читка. В начале 2014 года продюсер признался, что работа над проектом оказалась сложнее, чем планировалось. В связи с этим дата запуска мюзикла была перенесена на неопределённый срок. Также была озвучена мысль, что мировая премьера состоится не в Москве, а на Бродвее. Эта информация позже подтвердилась.
21 апреля 2015 года театр «Сцена Хартфорда» (Хартфорд, штат Коннектикут), занимающаяся постановкой предпоказа мюзикла в США, официально объявила о запуске проекта. Режиссурой мюзикла на либретто Терренса Макнелли занимается Дарко Тресняк, получивший в 2014 году премию «Тони» за мюзикл «Руководство джентльмена по любви и убийству». Композитором выступил Стефен Флаэрти, а слова написала Линн Аренс. Помимо новых 16 композиций в партитуру постановки вошли шесть песен из анимационного фильма. Однако создатели настаивают, что мюзикл «Анастасия» — это новая и оригинальная идея.
9 марта 2016 года стало известно, что главные роли будут исполнять Кристи Алтомар (Анастасия) и Дерек Клена (Дмитрий). Этап предпоказов начался 12 мая. 15 апреля американское подразделение компании «Stage Entertainment» объявила о премьере мюзикла на Бродвее в театре «Бродхерст» в сезоне 2016—17. Предпоказы пройдут с 23 марта, а премьера назначена на 24 апреля.

## Персонажи
| Анастасия Николаевна | Великая княжна, младшая дочь российского императора Николая II и его супруги Александры Фёдоровны. Была расстреляна со своей семьёй большевиками в 1918 году в возрасте 17 лет. |
| Анна Андерсон        | Женщина польского происхождения, выдающая себя за Анастасию Николаевну. |
| Мария Фёдоровна      | Супруга Александра III, мать императора Николая II, бабушка Анастасии Николаевны.                                                                                               |

## Актёрский состав
| Персонаж                               | Предпоказ             | Бродвейская премьера  | Премьера в Москве |
| -------------------------------------- | --------------------- | --------------------- | ----------------- |
| Аня / Анастасия                        | Кристи Алтомар        | Кристи Алтомар        |                   |
| Дмитрий                                | Дерек Клена           | Дерек Клена           |                   |
| Мария Фёдоровна                        | Мэри Бет Пейл         | Мэри Бет Пейл         |                   |
| Глеб Ваганов                           | Маноэл Фелчиано       | Рамин Каримлу         |                   |
| Влад Попов                             | Джон Болтон           | Джон Болтон           |                   |
| Лили Мальевски-Малевич                 | Кэролин О'Коннор      | Кэролин О’Коннор      |                   |
| Анастасия (6 лет) / Алексей Николаевич | Николь Симека         | Николь Симека         |                   |
| Александра Фёдоровна / Айседора Дункан | Лорен Блейкмэн        | Лорен Блейкмэн        |                   |
| Николай II / Граф Иполитов             | Константин Германакос | Константин Германакос |                   |
| Анастасия (17 лет)                     | Молли Рашинг          | Молли Рашинг          |                   |

## Музыка

### Музыкальные партии
| Акт I Санкт-Петербург, 1907, 1917, и 1927 - "Prologue: Once Upon a December" - Мария Фёдоровна и Анастасия - "The Last Dance of the Romanovs" - Ансамбль - "A Rumor in St. Petersburg" - Дмитрий, Влад и Ансамбль - "In My Dreams" - Аня - "The Rumors Never End" - Глеб и Ансамбль - "Learn to Do It" - Влад, Аня и Дмитрий - "The Neva Flows" - Глеб - "The Neva Flows (Reprise)" - Мужчины - "My Petersburg" - Дмитрий и Аня - "Once Upon a December" - Аня и Ансамбль - "A Secret She Kept" - Аня - "Stay, I Pray You" - Граф Ипполитов, Аня, Дмитрий, Влад и Ансамбль - "We'll Go From There" - Влад, Аня, Дмитрий и Ансамбль - "Traveling Sequence" - Глеб, Горлински, Аня, Дмитрий и Влад - "Still" - Глеб - "Journey to the Past" – Аня | Акт II Париж, 1927 - "Paris Holds the Key (To Your Heart)" – Влад, Дмитрий, Аня и Ансамбль - "Crossing a Bridge" – Аня - "Close the Door" – Мария Фёдоровна - "Land of Yesterday" – Лили и Ансамбль - "The Countess and the Common Man" – Влад и Лили - "Land of Yesterday (Reprise)" - Глеб - "A Nightmare" – Дети Романовых, Царь И Царица - "In a Crowd of Thousands" – Дмитрий и Аня - "Meant to Be" – Vlad # - "Quartet at the Ballet" – Аня, Дмитрий, Мария Фёдоровна и Глеб - "Everything to Win" – Дмитрий - "Once Upon a December (Reprise)" – Аня и Мария Фёдоровна - "The Press Conference" – Лили, Влад и Ансамбль - "Everything to Win (Reprise)" – Аня - "Still/The Neva Flows (Reprise)" – Глеб, Аня и Ансамбль - "Finale" – Компания |

### Оркестр
В оркестре мюзикла «Анастасия» используются тринадцать музыкальных инструментов: скрипка, альт, два синтезатора (клавишный I, клавишный II), ударная установка, виолончель, труба, валторна, тромбон, рожок, два язычковых духовых и бас-кларнет.

## Постановки

### Этап предпоказов
| Город (страна) | Театральная площадка | Дата открытия | Дата закрытия | Кол-во спектаклей  |
| -------------- | -------------------- | ------------- | ------------- | ------------------ |
| Хартфорд (США) | «Сцена Хартфорда»    | 12.05.2016    | 19.06.2016    | 14 (на 22.05.2016) |
| Нью-Йорк (США) | «Бродхерст»          | 23.03.2017    | 23.04.2017    | 34                 |

### Стационарные
| Город (страна) | Компания                  | Театральная площадка | Дата открытия | Дата закрытия | Кол-во спектаклей |
| -------------- | ------------------------- | -------------------- | ------------- | ------------- | ----------------- |
| Нью-Йорк (США) | «Stage Entertainment USA» | «Бродхерст»          | 24.04.2017    | 31.04.2019    | 808               |

## Награды

### Connecticut Critics Circle Awards 2016
Мюзикл «Анастасия» (постановка в Хартфорде) выиграл в семи номинациях:
- Мюзикл
- Режиссёр мюзикла (Darko Tresnjak)
- Актриса (Christy Altomare в роли Анастасии)
- Хореография (Peggy Hickey)
- Дизайн костюмов (Linda Cho)
- Дизайн света (Donald Holder)
- Дизайн проекций (Aaron Rhyne)

### Outer Critics Circle Awards-2017
Бродвейская постановка стала лауреатом премии в категории:
- Выдающийся дизайн проекций (Aaron Rhyne)

Была номинирована, но не выгирала, — в ещё 12:
- Мюзикл
- Либретто (Терренс Макнелли)
- Партитура (Стивен Флаэрти и Линн Аренс)
- Режиссёр (Дарко Трезньяк)
- Сценография (Александр Додж)
- Дизайн костюмов (Линда Чо)
- Световой дизайн (Доналд Холдер)
- Оркестровки (Даг Бестерман)
- Актриса (Кристи Алтомар)
- Актёр второго плана (Джон Болтон)
- Актриса второго плана (Кэролайн О’Коннор)
- Актриса второго плана (Мэри Бет Пейл)

### Drama Desk Award 2017
Бродвейская постановка номинирована на 10 категорий премии. Результаты будут известны 4 июня 2017 года.
- Мюзикл
- Актриса (Christy Altomare)
- Актриса второго плана (Mary Beth Peil)
- Музыка (Stephen Flaherty)
- Либретто (Terrence McNally)
- Оркестровка (Doug Besterman)
- Дизайн костюмов (Linda Cho)
- Проекции (Aaron Rhyne)
- Звуковой дизайн (Peter Hylenski)

### Tony Awards 2017
Бродвейская постановка номинирована на 2 категории премии. Результаты будут известны 11 июня 2017 года.
- Актриса второго плана (Mary Beth Peil)
- Дизайн костюмов (Linda Cho)